# Фридрих Вильгельм фон Гессенштейн
Фридрих Вильгельм фон Гессенштейн (швед. Fredrik Vilhelm von Hessenstein; 17 марта 1735; Стокгольм — 27 июля 1808; Панкер, Шлезвиг-Гольштейн) — шведский государственный деятель, внебрачный сын короля Швеции Фредрика I.

## Биография
Фридрих Вильгельм — внебрачный сын Фредрика I и его любовницы Хедвиги Ульрики.
Отец отдал ему и его брату правление Гессенштейном. С 1769 года владел им один из-за смерти своего брата.
С 7 ноября 1772 года Фридрих стал принцем Гессенштейна, в 1773 году получил звание фельдмаршала. В 1776 году стал членом Тайного совета. С 1776 по 1791 год занимал должность генерал-губернатора Померании
В 1799 году от короля Швеции получил титул «Высочества».
Скончался 27 июля 1808 года в возрасте 63 лет.

## Семья
По неподтвержденным данным, был внебрачным отцом Софии Альбертины.